# Lokomotivní parní stroj

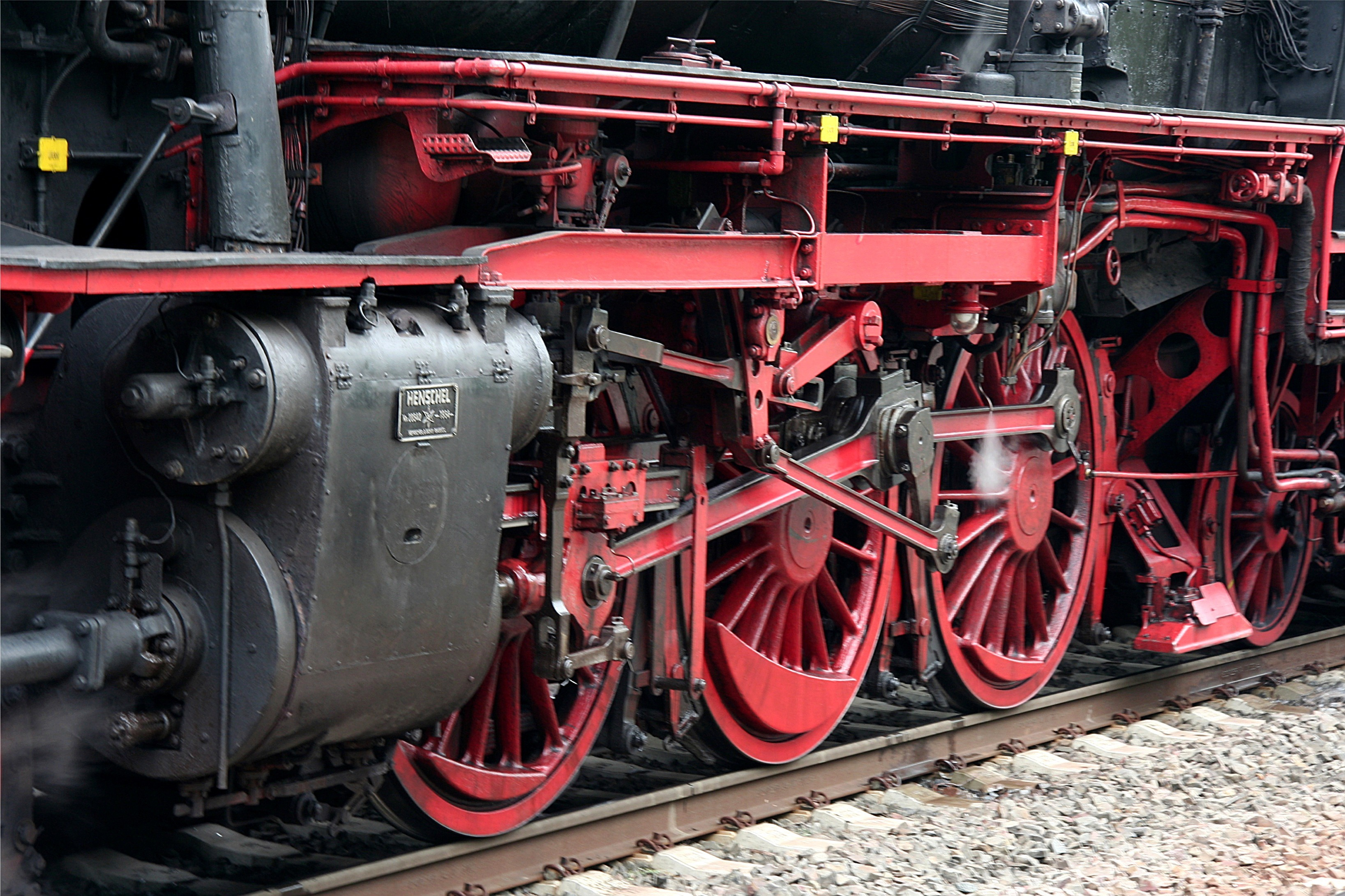
Parní stroj s mechanikou rozvodu, ojnicí a spojnicemi

Lokomotivní parní stroj je specializovaný druh parního stroje. Základní uspořádání (válec s pístem pohánějící přes ojnici a kliku kolo) je sice stejné, ale proti například stabilním parním strojům musí mít některé zvláštní vlastnosti.

## Vlastnosti
Lokomotivní parní stroje musí splňovat následující:
- rozjezd z libovolné polohy
- nesmí vytvářet velké vibrace
- spolehlivost funkce v prostředí, kde dochází k rázům
- zajištění pohonu pro více náprav
- splňuje požadavek reverzace chodu (chod tam i zpět)
- pracuje v širokém rozsahu pracovních režimů i otáček (rozjezd, jízda s různou zátěží, jízda do kopce...)

Problém rozjezdu z místa se podařilo vyřešit hned na počátku: lokomotivní stroje byly dvojčinné, obvykle dvouválcové s klikami posunutými o 90 stupňů, řidčeji tří- a čtyřválcové. Díky tomu neexistovala mrtvá poloha stroje. Nepříjemnou vlastností uspořádání se dvěma válci ale byla nemožnost vyvážit všechny oscilující hmoty a tím zlikvidovat vibrace. Pro relativně pomalé lokomotivy to nebyl problém a pozdější rychlíkové stroje byly kvůli tomu vyráběny v trojválcovém (trojčinném) uspořádání (které již vyvážit lze).
Pohon většího počtu náprav zpočátku neexistoval, protože lokomotivy měly většinou poháněnou jen jednu nápravu. Při postupně se zvyšující zátěži byl tento požadavek řešen spřahováním dvojkolí obvykle pomocí soustavy spojnic. Protože ale tento způsob narážel na požadavek hladkého průjezdu oblouků, byly konstruovány nejrůznější druhy pojezdů.
Reverzace a pracovní režimy stroje byla oblast, kterou konstruktéři řešili několik desítek let. Výsledkem jejich práce byly postupně se zdokonalující lokomotivní rozvody.

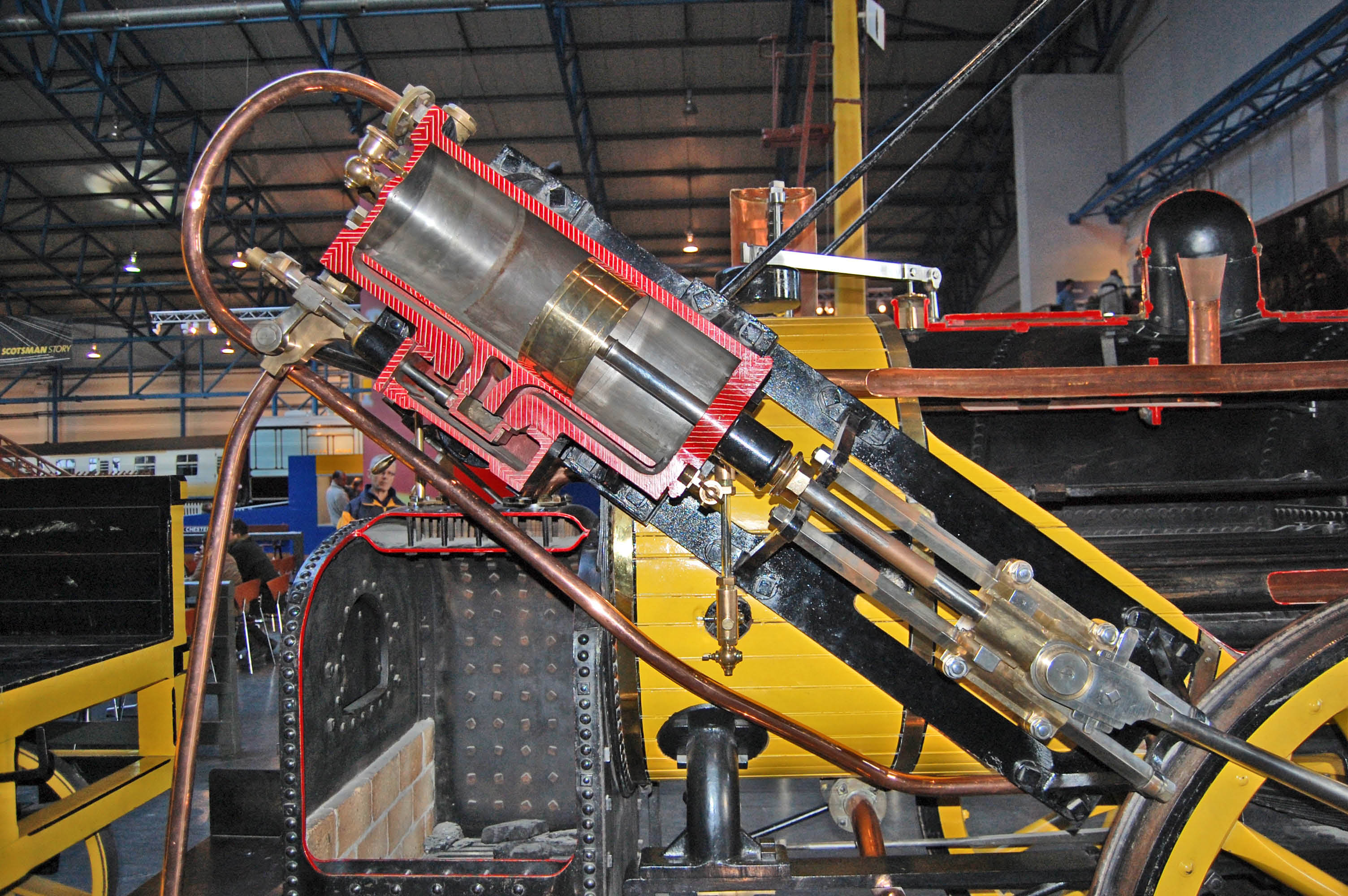
Řez parním strojem lokomotivy Rocket
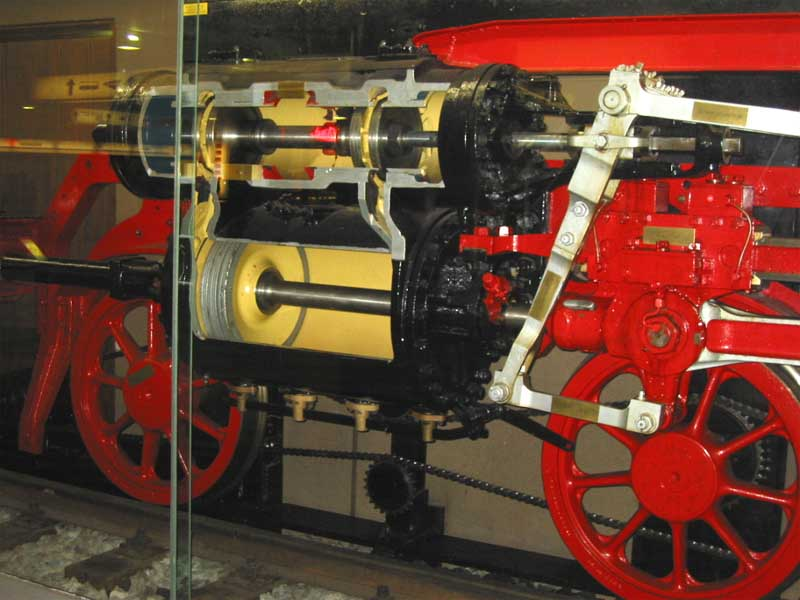
Lokomotivní parní stroj v řezu (funkční model). Spodní žlutě vybarvený prostor je válec, horní menší je šoupátková komora.
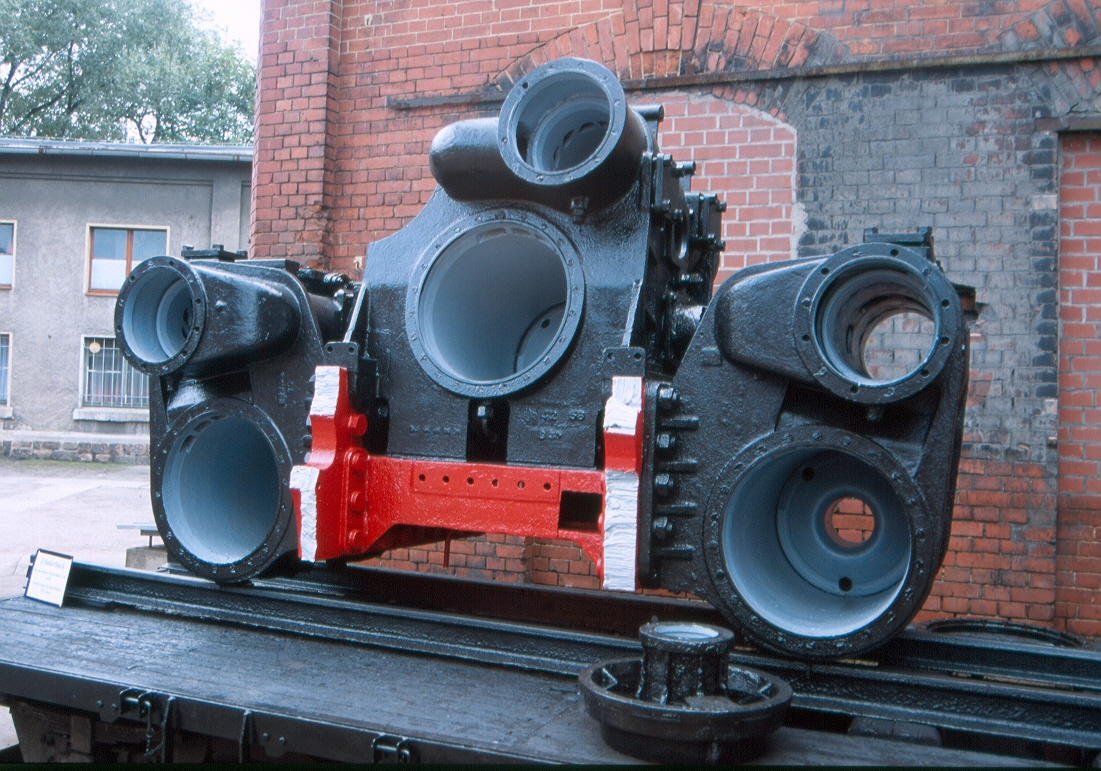
Uspořádání válců pro tříválcovou lokomotivu. Střední válec je výš, aby se ojnice, připojená ke klice druhé nápravy, vyhnula první spřažené nápravě.

## Lokomotivní parní stroj

### s Heusingerovým rozvodem

Animace chodu stroje

Heusinger vytvořil tento rozvod nezávisle na Walschaertsovi. Na obrázku je stroj s pístovým šoupátkem a vnějším vstupem páry. Tato konstrukce vnitřního rozvodu umožnila použít stejný vnější rozvod, jako pro ploché šoupátko
1. Kulisa
2. Protiklika. Je nasazena na klikovém mechanismu ojnice, proti němu posunuta o 90°.
3. Prodloužená šoupátková tyč. Změnou její polohy proti kulise lze měnit plnění válce a směr jízdy
4. Předstihová páka. Skládá dohromady pohyb křižáku a prodloužené šoupátkové tyče pro získání předstihu plnění.
5. Křižák.
6. Šoupátková komora s pístovým šoupátkem. Pohyb je řízen pohybem předstihové páky
7. Válec parního stroje s pístem
8. Ovládací páka rozvodu. Strojvedoucí nastavuje polohu prodloužené šoupátkové tyče proti kulise a tím i parametry (plnění a směr jízdy) práce parního stroje

### s Walschaertsovým rozvodem
Konstruktérem tohoto rozvodu je Egide Walschaerts, belgický inženýr a mechanik, který tento rozvod zkonstruoval v roce 1844 nezávisle na Heusingerovi (rozvody jsou prakticky totožné).  Na obrázku je rozvod s vnitřním vstupem páry, který je pro při použití pístového šoupátka výhodnější.
Popis obrázku:

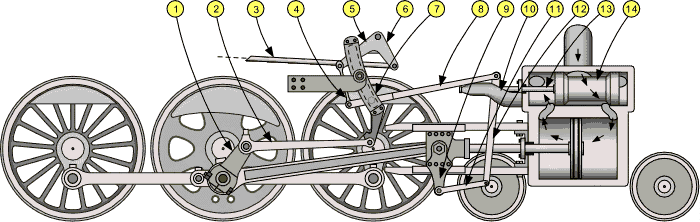
Schema parního stroje.

1. Excentr, excentrická klika, protiklika. Je nasazena na klikovém mechanismu ojnice, proti němu posunuta o 90°.
2. Tyč exentru, pohybuje kulisou.
3. Ovládací páka rozvodu. Strojvedoucí nastavuje polohu prodloužené šoupátkové tyče proti kulise a tím i parametry (plnění a směr jízdy) práce parního stroje.
4. Zvedací tyč
5. Zvedací rameno
6. Reverzační rameno
7. Kulisa řízení expanze
8. Prodloužená šoupátková tyč, změnou její polohy proti kulise lze měnit plnění válce a směr jízdy
9. Křižák
10. Táhlo šoupěte
11. Spojovací táhlo křižáku a předstihové páky.
12. Předstihová páka -  skládá dohromady pohyb křižáku a prodloužené šoupátkové tyče pro získání předstihu plnění
13. Šoupátková komora
14. Šoupě

Na animovaných obrázcích je červenou barvou zobrazena tlaková pára, modrou barvou pára vytlačována do volného prostoru.

## Reverzace chodu parního stroje

Animace reverzace chodu.

Reverzace (změna směru) chodu parního stroje se provádí za klidu přestavením rozvodu. Je přestavena kulisa a tím je změněna závislost polohy šoupátka na poloze kliky. Stroj se znovu rozběhne tak, že na stranu pístu, kde byla pára vytlačována do volného prostoru je přiváděna tlaková pára a naopak.

## Pomocná zařízení, součásti a výstroj lokomotivního parního stroje
- Píst parního stroje
- Mazací lis - zajišťuje dodávku oleje pro mazání. Od mazacího lisu je olej dopravován k šoupátkové komoře, kde je rozstřikován.
- Odvodňovací ventil - je umístěn v nejnižším místě na válci poblíž jeho víka. Obsluha jej otevírá při rozjezdu, aby voda, která vznikla kondenzací páry ve studeném stroji, nepoškodila stroj.
- Pojistný ventil - je umístěn na válci nebo jeho víku. Pokud přesáhne tlak nastavenou hodnotu, otevře se a zabrání tak poškození stroje. U strojů s plochým šoupátkem plní stejnou úlohu samotné šoupátko.
- Parní regulátor
- Šoupátko
- Šoupátková komora
- Ucpávka